# Luis Vera
Luis Enrique Vera Martineau (Ciudad Bolívar, Bolívar, Venezuela; 9 de marzo de 1973) es un exfutbolista y entrenador venezolano que actualmente es segundo entrenador del Angostura Fútbol Club de la Primera División de Venezuela. Jugaba como centrocampista y su último equipo fue el Angostura Fútbol Club de la Segunda División de Venezuela. Fue capitán de la selección de fútbol de Venezuela. Es apodado El Pájaro.

## Selección nacional
Con las categorías menores disputó el Torneo Preolímpico Sudamericano Sub-23 de 1996 en Argentina.
Debutó en una Eliminatoria al Mundial contra Bolivia el 7 de julio de 1996 disputado en el Estadio Hernando Siles de La Paz con resultado de 1-6 a favor de Bolivia.
Debutó en Copa América contra Brasil el 30 de junio de 1999 disputado en el Estadio Antonio Oddone Sarubbi de Ciudad del Este con resultado de 7-0 a favor de Brasil, disputando 65º minutos siendo sustituido en el segundo tiempo por José Duno. En la misma copa, también participó en el Venezuela 0-3 Chile y Venezuela 1-3 México disputando los 90 minutos.
En la Copa América de 2001 participó en los 3 partidos Venezuela 0-2 Colombia, Venezuela 0-1 Chile, y Venezuela 0-4 Ecuador disputando los 90 minutos.
En la Copa América Venezuela 2007 Participó en los 4 partidos Venezuela 2-2 Bolivia, Venezuela 2-0 Perú, Venezuela 0-0 Uruguay disputando los 90 minutos y en los cuartos de final donde Venezuela fue derrotada por Uruguay 4-1 disputando los 90 minutos.
| Detalle                  | Juegos | Goles |
| ------------------------ | ------ | ----- |
| Copa América             | 10     | 0     |
| Eliminatorias al Mundial | 23     | 0     |
| Amistosos                | 20     | 2     |
| Total                    | 53     | 2     |

### Participaciones en Copa América
| Copa América      | Sede      | Resultado    | PJ | Goles |
| ----------------- | --------- | ------------ | -- | ----- |
| Copa América 1999 | Paraguay  | Primera fase | 3  | 0     |
| Copa América 2001 | Colombia  | Primera fase | 3  | 0     |
| Copa América 2007 | Venezuela | Cuartos      | 4  | 0     |

## Clubes

### Como jugador
| Club                | País      | Año       | PJ | Goles |
| ------------------- | --------- | --------- | -- | ----- |
| Minerven S.C.       | Venezuela | 1993-1997 | 14 |       |
| Atlético Zulia F.C. | Venezuela | 1997-1998 |    |       |
| U.L.A. F.C.         | Venezuela | 1998-1999 | 22 |       |
| Monagas S.C.        | Venezuela | 1999-2004 | 23 |       |
| Caracas F.C.        | Venezuela | 2004-2010 | 97 | 7     |
| Real Esppor Club    | Venezuela | 2010-¿?   | 0  | 0     |

### Como entrenador
| Club                    | País      | Año  | P  | PG | PE | PP | % v.  |
| ----------------------- | --------- | ---- | -- | -- | -- | -- | ----- |
| C.D. Mineros de Guayana | Venezuela | 2015 | 17 | 7  | 4  | 6  | 41.18 |
| Zamora F.C.             | Venezuela | 2017 | 7  | 0  | 4  | 3  | 0     |

## Títulos

### Campeonatos nacionales
| Título                        | Club         | País      | Año       |
| ----------------------------- | ------------ | --------- | --------- |
| Primera División de Venezuela | Caracas F.C. | Venezuela | 2000-2001 |
| Primera División de Venezuela | Caracas F.C. | Venezuela | 2003-2004 |
| Primera División de Venezuela | Caracas F.C. | Venezuela | 2005-2006 |
| Primera División de Venezuela | Caracas F.C. | Venezuela | 2006-2007 |
| Primera División de Venezuela | Caracas F.C. | Venezuela | 2008-2009 |
| Copa Venezuela                | Caracas F.C. | Venezuela | 2009      |
| Primera División de Venezuela | Caracas F.C. | Venezuela | 2009-2010 |
| Primera División de Venezuela | Caracas F.C. | Venezuela | 2009-2010 |

### Distinciones individuales
| Distinción                                         | Año  |
| -------------------------------------------------- | ---- |
| Premio Alfonso "Chico" Carrasquel.[cita requerida] | 2007 |